# Rhizopinae
De Rhizopinae is een soortenrijke onderfamilie van de familie Pilumnidae uit de infraorde krabben (Brachyura).

## Geslachten
De Rhizopinae omvatten de volgende geslachten:
- Camptoplax Miers, 1884
- Ceratoplax Stimpson, 1858
- Cryptocoeloma Miers, 1884
- Cryptolutea Ward, 1936
- Itampolus Serène & Peyrot-Clausade, 1977
- Lophoplax Tesch, 1918
- Luteocarcinus Ng, 1990
- Mertonia Laurie, 1906
- Paranotonyx Nobili, 1905
- Paraselwynia Tesch, 1918
- Peleianus Serène, 1971
- Pronotonyx Ward, 1936
- Pseudocryptocoeloma Ward, 1936
- Pseudolitochira Ward, 1942
- Rhizopa Stimpson, 1858
- Rhizopoides Ng, 1987
- Selwynia Borradaile, 1903
- Ser Rathbun, 1931
- Typhlocarcinops Rathbun, 1909
- Typhlocarcinus Stimpson, 1858
- Zehntneriana Ng & Takeda, 2010